# Ibrahim ibn Taixfín
Abu-Imran Ibrahim ibn Taixfín (o Taixufín o Taixafín) b. Alí —àrab: أبو إسحاق إبراهيم بن تاشفين بن علي, Abū Isḥāq Ibrāhīm b. Tāxfīn (o Tāxufīn o Tāxafīn) b. ʿAlī—, més conegut simplement com Ibrahim ibn Taixfín, fou emir dels almoràvits. Va succeir el seu pare, mort d'una caiguda de cavall, el 23 de març de 1145. Era un adolescent i va quedar sota tutela del seu oncle Ishaq ibn Alí ibn Yússuf. Els almoràvits havien de fer front als almohades que després de la mort d'Ali van iniciar una ofensiva. Oudja i Guercif foren ocupades i finalment ho fou Fes el 1146; després van seguir Meknès i Salé. Marràqueix fou assetjada. El jove emir els va anar a combatre però va morir a una batalla lliurada prop d'Orà (1146). El seu oncle el va succeir.